# Friedrich Gramm
Friedrich Gramm (getauft am 9. September 1667 in Kiel; † 19. Januar 1710 auf Helgoland) war ein deutscher evangelisch-lutherischer Theologe.

## Leben und Wirken
Friedrich Gramm war ein Sohn des Naturkundlers Caeso Gramm und dessen Ehefrau Dorothea Christina Jessen. Er hatte drei Schwestern. Ein 1683 begonnenes Studium der Theologie und Philosophie beendete er 1694 als Magister. Bekannt machten ihn Schmähschriften, in denen er seine Lehrer kritisierte, darunter insbesondere Christoph Franck und Heinrich Opitz. Nachdem er Franck vorgeworfen hatte, hinsichtlich der Lehre von der Ewigkeit Gottes Sozinianer zu sein, geriet er deswegen in Kiel in Haft. Gramm konnte, wahrscheinlich mit Unterstützung seiner Schwester, nach Kopenhagen entkommen.
Ein Scharfrichter in Kiel ordnete 1697 die Verbrennung von Gramms Werken an. Im Exil in Kopenhagen hatte Gramm Vorlesungsverbot und durfte die Franck kritisierenden Texte nicht verbreiten, woran er sich jedoch nicht hielt. Bei der verbotenen Herausgabe seiner Schriften behauptete er fälschlicherweise, dass Kopenhagener Theologen seine Thesen kontrolliert und diese als richtig erachtet hätten, woraufhin ihm diese deutlich widersprachen.
Anschließend verfasste Gramm weitere Schmähschriften, denen jedoch niemand zustimmte. Aus diesem Grund kam er erneut in Haft. Da er nicht willens war, seine Thesen zu widerrufen, verbrachte er vier Monate im Gefängnis und musste danach Dänemark verlassen. Gramm lebte zwei Jahre im Exil und ging 1701 heimlich zurück nach Kiel. Dort kam er umgehend in Haft. Um ihm die Verbreitung weiterer Werke unmöglich zu machen, wurde er am 27. Juli 1701 bis an sein Lebensende nach Helgoland verbannt, wo er 1710 starb. Anfangs logierte er beim Schmied und durfte sogar einen Degen tragen. Durch verschiedene Exzesse brachte er sich jedoch bald um alle Vergünstigungen und war längere Zeit im Corps-de-garde, einige Jahre hindurch auch im Pulverturm eingesperrt. Ein Fluchtversuch im März 1704 missglückte ihm.